# Landtagswahl in der Steiermark 2000
- SPÖ: 19
- GRÜNE: 3
- ÖVP: 27
- FPÖ: 7

Am 15. Oktober 2000 fanden Landtagswahlen in der Steiermark statt.
Die ÖVP feierte einen historischen Sieg und konnte über 11 Prozentpunkte hinzugewinnen, insgesamt 47,3 % bedeuteten 27 Mandate im Landtag. Damit war die Position von Waltraud Klasnic als Landeshauptfrau gesichert.
Die SPÖ verlor einige Stimmen und erreichte 32,3 % (19 Mandate). Auch die FPÖ verlor an Stimmen, bekam 12,4 % und somit 7 Mandate.
Die Grünen gewannen leicht hinzu, eroberten ein drittes Landtagsmandat und bekamen 5,6 % der Stimmen. Das Liberale Forum verlor jedoch, erreichte nur mehr 1,11 % und verfehlte somit den Wiedereinzug in den Landtag.
Auch die KPÖ verfehlte mit 1,03 % ein weiteres Mal den Einzug in den Landtag, die nur in den zwei Wahlkreisen Graz und Umgebung sowie Obersteier angetretene Österreichische Naturgesetz Partei – Steiermark konnte mit 0,23 % auch keine Landtagsmandate gewinnen.
Die Wahlbeteiligung sank massiv von 86,92 % (1995) auf 74,64 %.

## Wahlergebnis
|                                                                | Ergebnisse 2000 | Ergebnisse 2000 | Ergebnisse 2000 | Ergebnisse 1995 | Ergebnisse 1995 | Ergebnisse 1995 | Differenzen | Differenzen | Differenzen |
| -------------------------------------------------------------- | --------------- | --------------- | --------------- | --------------- | --------------- | --------------- | ----------- | ----------- | ----------- |
| Wahlberechtigte                                                | 903.852         | 903.852         | 903.852         | 894.456         | 894.456         | 894.456         | + 9.396     | + 9.396     | + 9.396     |
|                                                                | Stimmen         | %               | Mand.           | Stimmen         | %               | Mand.           | Stimmen     | %           | Mand.       |
| Abgegebene Stimmen                                             | 674.658         | 74,64 %         | 56              | 777.467         | 86,92 %         | 56              | - 102.809   | - 12,28 %   |             |
| Ungültige Stimmen                                              | 7.599           | 1,13 %          |                 | 16.544          | 2,13 %          |                 | - 8.945     | - 1,00 %    |             |
| Gültige Stimmen                                                | 667.059         | 98,87 %         |                 | 760.923         | 97,87 %         |                 | - 93.864    | + 1,00 %    |             |
| Partei                                                         |                 |                 |                 |                 |                 |                 |             |             |             |
| Österreichische Volkspartei (ÖVP)                              | 315.474         | 47,29 %         | 27              | 275.817         | 36,25 %         | 21              | + 39.657    | + 11,04 %   | + 6         |
| Sozialdemokratische Partei Österreichs (SPÖ)                   | 215.619         | 32,32 %         | 19              | 273.403         | 35,93 %         | 21              | - 57.784    | - 3,61 %    | - 2         |
| Freiheitliche Partei Österreichs (FPÖ)                         | 82.767          | 12,41 %         | 7               | 130.492         | 17,15 %         | 10              | - 47.725    | - 4,74 %    | - 3         |
| Die Grünen – Die grüne Alternative (GRÜNE)                     | 37.399          | 5,61 %          | 3               | 32.831          | 4,31 %          | 2               | + 4.568     | + 1,30 %    | + 1         |
| Liberales Forum – Heide Schmidt (LIF)                          | 7.373           | 1,11 %          | 0               | 29.238          | 3,84 %          | 2               | - 21.865    | - 2,73 %    | - 2         |
| Kommunistische Partei Österreichs (KPÖ)                        | 6.872           | 1,03 %          | 0               | 4.360           | 0,57 %          | 0               | + 2.512     | + 0,46 %    | 0           |
| Österreichische Naturgesetz Partei – Steiermark (ÖNP)          | 1.555           | 0,23 %          | 0               | n.k.            |                 |                 | + 1.555     | + 0,23 %    | 0           |
| Bürgerinitiative WIR für Steiermark – NEIN zur EU (NEIN)       | n.k.            |                 |                 | 7.653           | 1,01 %          | 0               | - 7.653     | - 1,01 %    | 0           |
| Österreichische Autofahrer- und Bürgerinteressen Partei (ÖABP) | n.k.            |                 |                 | 7.129           | 0,94 %          | 0               | - 7.129     | - 0,94 %    | 0           |